# Regierungsrat (Deutschland)
Regierungsrat (RR) ist in Deutschland eine Amtsbezeichnung für ein Amt eines Beamten in der Laufbahngruppe des höheren Dienstes in der Bundes- oder Landesverwaltung im Eingangsamt. Es setzt sich zusammen aus der Grundamtsbezeichnung Rat und dem Zusatz „Regierungs-“. Regierungsrat ist grundsätzlich die Amtsbezeichnung bei Bundesbeamten in der Laufbahn des höheren nichttechnischen Verwaltungsdienstes im Eingangsamt, aber auch im naturwissenschaftlichen Dienst üblich. Im höheren technischen Verwaltungsdienst des Bundes lautet die Amtsbezeichnung Technischer Regierungsrat (TRR).
Die im mittelbaren Landesdienst stehenden Kommunalbeamten des höheren Dienstes der Städte und Gemeinden führen meist die Amtsbezeichnung Verwaltungsrat, mitunter ohne, in der Regel aber mit dem voran gesetzten Körperschaftszusatz (bspw. Gemeinde-, Stadt- oder Kreisverwaltungsrat). Eine weitere mögliche kommunale Amtsbezeichnung lautet Magistratsrat.

## Besoldung
Das Amt eines Regierungsrates ist in Besoldungsgruppe A 13 der Bundesbesoldungsordnung des Bundesbesoldungsgesetzes oder der Besoldungsordnungen der Landesbesoldungsgesetze eingruppiert. Es entspricht von der Besoldungshöhe und Laufbahngruppe den Dienstgraden eines Majors, Korvettenkapitäns, Stabsarztes, -apothekers und -veterinärs der Bundeswehr.

## Ausbildung
Die Angehörigen des höheren nichttechnischen Verwaltungsdienstes besitzen oft die Befähigung zum Richteramt oder haben ein anderes für diese Laufbahn befähigendes Studium in Verbindung mit einer hauptberuflichen Tätigkeit einen entsprechenden fachspezifischen Vorbereitungsdienst (Referendariat) absolviert oder erfolgreich an einem Aufstiegsverfahren teilgenommen.

## Dienststellung in einer Behörde
Regierungsräte sind in großen Behörden zumeist als Referenten einem Referatsleiter unterstellt. In kleineren Dienststellen können sie die Funktion eines Referats-, Sachgebiets- oder Abteilungsleiters innehaben.

## Beförderungsämter
Beförderungsämter sind Oberregierungsrat (A 14), Regierungsdirektor (A 15) und Leitender Regierungsdirektor bzw. Ministerialrat (A 16) in der Besoldungsordnung A sowie Ämter in der Besoldungsordnung B (z. B. Ministerialrat, Ministerialdirigent, Ministerialdirektor, Präsident einer Behörde).
In der Kommunalverwaltung lauten die Beförderungsämter Oberrat, Direktor und Leitender Direktor. In der Regel ergänzt die Amtsbezeichnung eine jeweilige Körperschaft identifizierenden Einschub bzw. Vorsatz (bspw. Obermagistratsrat, Gemeindeverwaltungsdirektor, Leitender Kreisverwaltungsdirektor).

## Geschichte
Amt und Titel des Regierungsrates reichen zurück auf die Geheimen und Vortragenden Räte des Absolutismus'. Historisch war die Bezeichnung Regierungsrat a) für die Regierungsbehörde mit territorial jeweils unterschiedlicher Ausgestaltung und b) für den höheren Beamten in einer Regierungsbehörde, wobei für 1790 belegt ist: „inter einem hofrath, regierungsrath und hofgerichtsrath nulla est differentia“ (zwischen einem Hofrat, Regierungsrat und Hofgerichtsrat sind keine Unterschiede zu machen).
Die preußische Verordnung wegen der den Civil-Beamten beizulegenden Amts-Titel und der Rang-Ordnung der verschiedenen Klassen derselben vom 7. Februar 1817 schuf für höhere Beamte des Ministeriums des Innern  und des Ministeriums der Polizei den Titel Geheimer Regierungsrath; dieser war als Rath III. Klasse und Vortragender Rath eingestuft. Über ihnen rangierten die Geheimen Ober-Regierungsräthe und Vortragenden Räthe (Räthe II. Klasse); aus ihnen gingen die heutigen Ministerialräte hervor. Die nächsthöhere Stufe bildeten die Wirklichen Geheimen Ober-Regierungsräthe und Direktoren, die als Chefs und Direktoren einzelner Abtheilungen innerhalb eines Ministeriums fungierten (Räthe I. Klasse). In den übrigen Ministerien lauteten die Bezeichnungen Legationssrath (Ministerium der auswärtigen Angelegenheiten), Justizrath (Ministerium der Justiz), Finanzrath (Ministerium der Finanzen) und Kriegsrath (Ministerium des Krieges). Hinzu kamen das Prädikat „Geheim“ und gegebenenfalls „Ober-“ und „Wirklich“.
Während des Deutschen Kaiserreichs gab es Regierungsräte usw. sowohl auf Reichs- als auch auf Landesebene. Gleichzeitig differenzierte sich die Ämterhierarchie weiter aus. So rangierten, gegen Ende des 19. Jahrhunderts, nach den Geheimen Regierungsräten die Regierungsräthe (Räthe IV. Klasse) und die Regierungsassessoren (Räthe V. Klasse). Als Inhaber eines Amts IV. Klasse besaß der Regierungsrat, wie die Inhaber von Ämtern höherer Klassen, die preußische Hoffähigkeit; diese blieb bspw. dem Landgerichtsrat vorenthalten, da dieser zwar persönlich den Rang IV. Klasse besaß, seine Stelle bzw. sein Amtsposten aber nur den Rang V. Klasse.
Gemäß dem Hof-Rang-Reglement vom 7. Mai 1871, das sich wie alle übrigen preußischen Hofrangreglements an der militärischen Rangfolge ausrichtete, stand der Regierungsrath mit dem Major gleichauf, der Regierungsassessor nur mit dem Hauptmann. Die Geheimen Regierungsräthe rangierten mit dem Oberstleutnant, die Geheimen Ober-Regierungsräthe mit dem Oberst, die Wirklichen Geheimen Ober-Regierungsräthe und Direktoren mit dem Generalmajor. Die wirklichen Geheimen Regierungsräthe mit Excellenz-Prädikat entsprachen hingegen den Generalleutnanten. Über diesen standen wiederum die preußischen Staatsminister (Generale), dann der Vice-Präsident des Staats-Ministeriums und schließlich der preußische Minister-Präsident (vor dem General-Feldmarschall).